# Фремениль
Фремени́ль (фр. Fréménil) — коммуна во французском департаменте Мёрт и Мозель региона Лотарингия. Относится к  кантону Бламон.	

## География
Фремениль расположен в 45 км к востоку от Нанси, в 18 км в востоку от Люневиля и в 12 км к западу от Бламона. Стоит на левом берегу Везузы. Соседние коммуны: Вео на севере, Блемре, Рейон и Шазель-сюр-Альб на северо-востоке, Сен-Мартен и Эрбевиллер на востоке, Ожевиллер, Реклонвиль и Бюривиль на юге, Бенамениль на западе, Домжевен на северо-западе. Благодаря своим обширным лугам жители Фремениля традиционно занимались заготовками сена. В полутора километрах от деревни проходит оживлённая Национальная дорога № 4 Париж—Страсбург.

## Демография
Население коммуны на 2010 год составляло 203 человека.
| 1962 | 1968 | 1975 | 1982 | 1990 | 1999 | 2010 |
| ---- | ---- | ---- | ---- | ---- | ---- | ---- |
| 120  | 123  | 124  | 120  | 140  | 147  | 203  |